# Anne with an E
Anne with an E (inicialmente titulada Anne en la primera temporada) es una serie de televisión canadiense basada en la obra clásica de literatura infantil de Lucy Maud Montgomery de 1908 Ana la de Tejas Verdes pero introduciendo numerosos cambios en el argumento. Fue creada por Moira Walley-Beckett para CBC y fue protagonizada por Amybeth McNulty en el papel de la huérfana Anne Shirley, Geraldine James en el de Marilla Cuthbert, R. H. Thomson en el de Matthew Cuthbert, Dalila Bela en el de Diana Barry y Lucas Jade Zumann en el de Gilbert Blythe.
La serie se estrenó el 19 de marzo de 2017 en CBC, y el 12 de mayo del mismo año internacionalmente en Netflix. Fue renovada para una segunda temporada el 3 de agosto de 2017 y para una tercera en agosto de 2018. Poco después de que se estrenara la tercera temporada en 2019, CBC y Netflix anunciaron que la serie había sido cancelada.
Anne with an E recibió críticas positivas y ganó el premio de la Academia Canadiense de Cine y Televisión a la mejor serie dramática tanto en 2017 como en 2018. La serie abordó una gran cantidad de temas como la orfandad, el abandono infantil, el trauma psicológico, problemas sociales como la presión por la conformidad, la desigualdad de género, el racismo, la religión y la libertad de expresión.

## Sinopsis
En el año 1896, los hermanos Matthew y Marilla Cuthbert deciden adoptar un niño huérfano para que les ayude en su granja ancestral de Green Gables, en las afueras de la ciudad canadiense de Avonlea (en la Isla del Príncipe Eduardo). Cuando Matthew va a recoger al niño a la estación de tren, encuentra en su lugar a Anne Shirley, de 13 años; una niña imaginativa, brillante, de gran espíritu y muy habladora. Anne quedó huérfana cuando tenía unos pocos meses, y vivió como sirvienta maltratada en varios hogares antes de ser llevada a un orfanato.
Mientras Matthew decide si le gustaría que se quedara, Marilla parece no estar de acuerdo y desconfía de Anne dada su condición de huérfana desconocida y por considerarla de poca utilidad. Su desconfianza parece confirmada cuando Marilla no puede localizar un broche, lo que la lleva a creer que Anne es una ladrona. Los Cuthbert la «devuelven» al orfanato, pero cuando llegan, Anne se niega a entrar, aterrorizada por el recuerdo de los abusos que ha sufrido allí, por lo que regresa a la estación de tren. Mientras tanto, Marilla descubre que el broche se había perdido y no fue robado por Anne y que el prejuicio le había hecho creer que Anne era una ladrona. Matthew encuentra a Anne y la convence de que regrese a Avolea, donde se la hace oficialmente parte de su familia. Sin embargo, Anne sigue enfrentándose a la intimidación de los estudiantes de la escuela de Avonlea y a la discriminación en las clases por parte de los padres de Diana y otras personas de la comunidad. Una vez más, Anne regresa e intenta ser aceptada por el resto de Avonlea, utilizando sus mecanismos de supervivencia: inteligencia, capacidad de resolución de problemas e imaginación.

## Elenco y personajes

### Principales
- Amybeth McNulty como Anne Shirley[5] (más tarde llamada Anne Shirley-Cuthbert)
- Geraldine James como Marilla Cuthbert[5]
- R. H. Thomson como Matthew Cuthbert[5]
- Dalila Bela como Diana Barry[6]
- Lucas Jade Zumann como Gilbert Blythe[7]
- Aymeric Jett Montaz como Jerry Baynard[6]
- Corrine Koslo como Rachel Lynde[6] (temporadas  2–3; recurrente: temporada 1)
- Kyla Matthews como Ruby Gillis
- Dalmar Abuzeid como Sebastian «Bash» Lacroix (temporadas 2–3)[8]
- Joanna Douglas como Srta. Muriel Stacy (temporada 3; recurrente: temporada 2)

### Recurrentes e invitados
- Miranda McKeon como Josie Pye
- Christian Martyn como Billy Andrews
- Lia Pappas-Kemps como Jane Andrews
- Ella Jonas Farlinger como Prissy Andrews
- Jonathan Holmes como Sr. William Barry
- Cory Grüter-Andrew como Cole Mackenzie
- Helen Johns como Sra. Eliza Barry
- Ryan Kiera Armstrong como Minnie May Barry
- Deborah Grover como Josephine Barry
- Wayne Best como John Blythe
- Phillip Williams como Thomas Lynde
- David Ingram como Sr. Harmon Andrews
- Janet Porter como Sra. Andrews
- Jim Annan como Sr. Gillis
- Fiona Byrne como Sra. Gillis
- Jacob Ursomarzo como Moody Spurgeon
- Stephen Tracey como Sr. Phillips
- Glenna Walters como Tillie Boulter
- Katelyn Wells como Mary Joe
- Jacob Horsley como Charlie Sloane
- Taras Lavren como Nate
- Shane Carty como Sr. Dunlop
- Cara Ricketts como Mary LaCroix
- Araya Mengesha como Elijah Hanford
- Nicky Lawrence como Jocelyn
- Lisa Codrington como Constance
- Melanie Nicholls-King como Hazel Lacroix
- Kiawenti:io Tarbell como Ka'kwet
- Brandon Oakes como Aluk
- Dana Jeffrey como Oqwatnuk
- Ashleigh Stewart como Winifred «Winnie» Rose
- Ines Feghouli como Sandy Baynard
- Trenna Keating como Sra. Pye

## Episodios
| Temporada | Temporada | Episodios | Episodios | Emisión original         | Emisión original        | Fecha de lanzamiento en Netflix |
| Temporada | Temporada | Episodios | Episodios | Primera emisión          | Última emisión          | Fecha de lanzamiento en Netflix |
| --------- | --------- | --------- | --------- | ------------------------ | ----------------------- | ------------------------------- |
|           | 1         | 7         | 7         | 19 de marzo de 2017      | 30 de abril de 2017     | 12 de mayo de 2017              |
|           | 2         | 10        | 10        | 23 de septiembre de 2018 | 18 de noviembre de 2018 | 6 de julio de 2019              |
|           | 3         | 10        | 10        | 22 de septiembre de 2019 | 24 de noviembre de 2019 | 3 de enero de 2020              |

### Temporada 1 (2017)
| N.º en serie | N.º en temp. | Título                                 | Dirigido por      | Escrito por          | Fecha de emisión original |
| ------------ | ------------ | -------------------------------------- | ----------------- | -------------------- | ------------------------- |
| 1            | 1            | «Your Will Shall Decide Your Destiny»  | Niki Caro         | Moira Walley-Beckett | 19 de marzo de 2017       |
| 2            | 2            | «I Am No Bird, and No Net Ensnares Me» | Helen Shaver      | Moira Walley-Beckett | 26 de marzo de 2017       |
| 3            | 3            | «But What Is So Headstrong as Youth?»  | Sandra Goldbacher | Moira Walley-Beckett | 2 de abril de 2017        |
| 4            | 4            | «An Inward Treasure is Born»           | David Evans       | Moira Walley-Beckett | 9 de abril de 2017        |
| 5            | 5            | «Tightly Knotted to a Similar String»  | Patricia Rozema   | Moira Walley-Beckett | 16 de abril de 2017       |
| 6            | 6            | «Remorse Is the Poison of Life»        | Paul Fox          | Moira Walley-Beckett | 23 de abril de 2017       |
| 7            | 7            | «Wherever You Are Is My Home»          | Amanda Tapping    | Moira Walley-Beckett | 30 de abril de 2017       |

### Temporada 2 (2018)
| N.º en serie | N.º en temp. | Título                                                                   | Dirigido por   | Escrito por          | Fecha de emisión original |
| ------------ | ------------ | ------------------------------------------------------------------------ | -------------- | -------------------- | ------------------------- |
| 8            | 1            | «Youth is the Season of Hope»                                            | Helen Shaver   | Moira Walley-Beckett | 23 de septiembre de 2018  |
| 9            | 2            | «Signs are Small Measurable Things, but Interpretations are Illimitable» | Paul Fox       | Shernold Edwards     | 30 de septiembre de 2018  |
| 10           | 3            | «The True Seeing is Within»                                              | Ken Girotti    | Kathryn Borel, Jr.   | 7 de octubre de 2018      |
| 11           | 4            | «The Painful Eagerness of Unfed Hope»                                    | Anne Wheeler   | Jane Maggs           | 14 de octubre de 2018     |
| 12           | 5            | «The Determining Acts of Her Life»                                       | Norma Bailey   | Amanda Fahey         | 21 de octubre de 2018     |
| 13           | 6            | «I Protest Against Any Absolute Conclusion»                              | Ken Girotti    | Naledi Jackson       | 28 de octubre de 2018     |
| 14           | 7            | «Memory Has as Many Moods as The Temper»                                 | Anne Wheeler   | Jane Maggs           | 4 de noviembre de 2018    |
| 15           | 8            | «Struggling Against the Perception of Facts»                             | Amanda Tapping | Shernold Edwards     | 11 de noviembre de 2018   |
| 16           | 9            | «What We Have Been Makes Us What We Are»                                 | Paul Fox       | Moira Walley-Beckett | 18 de noviembre de 2018   |
| 17           | 10           | «The Growing Good of the World»                                          | Paul Fox       | Moira Walley-Beckett | 18 de noviembre de 2018   |

### Temporada 3 (2019)
| N.º en serie | N.º en temp. | Título                                                            | Dirigido por   | Escrito por                    | Fecha de emisión original |
| ------------ | ------------ | ----------------------------------------------------------------- | -------------- | ------------------------------ | ------------------------- |
| 18           | 1            | «A Secret Which I Desired to Divine»                              | Anne Wheeler   | Moira Walley-Beckett           | 22 de septiembre de 2019  |
| 19           | 2            | «There is Something at Work in My Soul Which I Do Not Understand» | Kim Nguyen     | Jane Maggs                     | 29 de septiembre de 2019  |
| 20           | 3            | «What Can Stop the Determined Heart»                              | Anne Wheeler   | Shernold Edwards               | 6 de octubre de 2019      |
| 21           | 4            | «A Hope of Meeting You in Another World»                          | Norma Bailey   | Tracey Deer                    | 13 de octubre de 2019     |
| 22           | 5            | «I Am Fearless and Therefore Powerful»                            | Paul Fox       | Naledi Jackson                 | 20 de octubre de 2019     |
| 23           | 6            | «The Summit of My Desires»                                        | Norma Bailey   | Amanda Fahey                   | 27 de octubre de 2019     |
| 24           | 7            | «A Strong Effort of the Spirit of Good»                           | Paul Fox       | Kathryn Borel, Jr              | 3 de noviembre de 2019    |
| 25           | 8            | «Great and Sudden Change»                                         | Amanda Tapping | Jane Maggs                     | 10 de noviembre de 2019   |
| 26           | 9            | «A Dense and Frightful Darkness»                                  | Paul Fox       | Tracey Deer & Shernold Edwards | 17 de noviembre de 2019   |
| 27           | 10           | «The Better Feeling of My Heart»                                  | Amanda Tapping | Moira Walley-Beckett           | 24 de noviembre de 2019   |

## Producción

### Desarrollo
Las productoras fueron Northwood Anne, Northwood Entertainment y Canadian Broadcasting Corporation. Los productores ejecutivos son Miranda de Pencier y la creadora de la serie, Moira Walley-Beckett. La serie contó con un gran número de personajes femeninos, incluso como productoras y guionistas.

### Casting
Aproximadamente 11 chicas en tres continentes audicionaron para el papel de Anne Shirley Cupbert a través de un casting abierto.

### Filmación
La serie fue filmada parcialmente en la Isla del Príncipe Eduardo, así como lugares del sur de Ontario (incluyendo Millbrook y Caledon).

### Banda sonora
El tema de apertura es la canción "Ahead by a Century", compuesta e interpretada originalmente por la banda canadiense The Tragically Hip. La música de la serie está compuesta por Amin Bhatia y Ari Posner.

## Lanzamiento
La serie se estrenó inicialmente el 19 de marzo de 2017 en CBC y se emitió semanalmente, con el final de temporada emitiéndose el 30 de abril de 2017. La serie debutó en Netflix el 12 de mayo de 2017, bajo el título Anne with an E.
El 3 de agosto de 2017, CBC y Netflix renovaron la serie para una segunda temporada de 10 episodios, que se estrenó en Netflix el 6 de julio de 2018 y en CBC el 23 de septiembre de 2018. CBC adoptó el nombre Anne with an E a partir de la segunda temporada.
En agosto de 2018, CBC y Netflix renovaron la serie para una tercera temporada de 10 episodios, que se estrenó en CBC el 22 de septiembre de 2019 y en Netflix el 3 de enero de 2020.

### Cancelación
La presidenta de CBC, Catherine Tait, declaró en octubre de 2019 que ya no se involucraría en coproducciones con Netflix, ya que constituyen acuerdos «que perjudican la viabilidad a largo plazo de nuestra industria nacional». Un día después de que la tercera temporada concluyera su emisión en Canadá, a pesar de las declaraciones de CBC expresando previamente que «sin duda alguna los canadienses seguirán enamorándose de esta hermosa y conmovedora serie en las temporadas venideras», Netflix y CBC anunciaron la cancelación del programa, comercializando el lanzamiento de la tercera temporada en Netflix como la «temporada final».
El 27 de noviembre se dieron razones alternas para la cancelación en respuesta a una campaña en Twitter para salvar el programa, citando la falta de crecimiento de la audiencia en el rango de edad de 25 a 54 años, que los fanáticos en Twitter y Facebook han desafiado cuestionando la forma en que la CBC rastrea las edades de los espectadores. A pesar de que CBC indicó que Netflix había acordado que la tercera temporada sería la última del programa, los fanáticos comenzaron una campaña concertada en línea y fuera de línea, gran parte de ella liderada por los fanáticos en Twitter a través del hashtag #renewannewithane (en español, #renuevenannewithane). Una petición fue iniciada por los fanáticos para protestar por la cancelación del programa, y también se congregaron para erigir vallas publicitarias en Toronto y Nueva York. El actor canadiense Ryan Reynolds y el cantante inglés Sam Smith también twittearon en apoyo a la serie.